# 船舶設計協会
財団法人船舶設計協会（せんぱくせっけいきょうかい、SSK）は、1950年代に活動した運輸省所管の財団法人。保安庁・警備隊の艦船の設計を担うために1953年10月に設立され、防衛庁・海上自衛隊に移行した後もその要請に応えてきたが、技術研究所の設計能力が整備されてきたのを受けて、1958年4月、その目的を果たして解散した。

## 国際船舶工務所とFMK・ZK
大日本帝国海軍は1945年11月に解体されたものの、まもなく連合国軍占領下の日本での海上警備力の不足が問題になり、1951年10月には、海上保安庁において海上警備のための新機構について検討するためのY委員会が設置された。この検討の過程で、技術的な側面については、財団法人史料調査会（富岡定俊少将を中心とした用兵家・技術家集団）や社団法人生産技術協会（渋谷隆太郎中将を中心とした造機家集団）、そして株式会社国際船舶工務所（KSK; 近藤市郎技術少将および牧野茂技術大佐ほか）が協力する体制が形成されていった。なお、牧野大佐は多くの部下の就職斡旋に尽力しており、この国際船舶工務所も、川南工業の川南豊作社長を株主、牧野大佐を代表取締役社長として、旧海軍の艦艇設計者を集めた日本初の本格的船舶技術コンサルタント会社として1949年に設立されたものであった。
Y委員会が組織される直前の1951年9月の時点で、第二復員局から国際船舶工務所に対し、駆逐艦（2,500トン型および1,500トン型）と海防艦（1,500トン型および1,000トン型）の基本計画概案の作成が発注された。また1952年3月には、横須賀海軍施設のアメリカ海軍艦船修理廠（SRF）に勤務する福井又助技術大佐および堀元美技術中佐に、国際船舶工務所の牧野社長（旧技術大佐）、また海上保安庁の牧山幸彌旧海軍技師および福井静夫技術少佐の3名を加えて、来たるべき警備艦の国産化に備えた勉強会が発足し、FMKと称された。
1952年8月には保安庁・警備隊が設置され、12月末には、大蔵省からの内示により、翌昭和28年度予算で多額の艦艇建造費が認められる予定となった。この情勢を受けてFMKにおいて研究が進められ、その成果はFM資料として、28年度計画船の基本計画資料として活用されていった。艦艇の建造所が決定すると造船所も資料を要望したことから、ZKと改名して半公開団体として活動するようになった。

## 船舶設計協会の設立へ
このように技術的な検討が進捗するのと並行して、来たるべき昭和28年度計画船の基本計画をどのような組織で実施するかが問題となった。基本設計を官（保安庁）自身で行うか、又は民間造船所に委嘱するかということについては、官が行うべきものとして庁内の意見は一致していたが、第二幕僚監部（二幕）では、艦船の基本設計に用兵者の意見を採り入れるために二幕自身が所管することを主張したのに対して、保安庁の内部部局側は、他の兵器開発と同様に技術研究所が所管することを主張した。海上警備隊時代には、その船舶の設計・造修は海上保安庁技術部船舶課の所掌であったことから、これを踏襲すれば二幕が行うのが順当であったが、同監部の主要人事配置は運輸省系官僚で占められていたため、軍艦についての技術的知識・経験が乏しく、実働について不安が残っていた。結局、庁議において、艦船の基本設計は技術研究所が担当することと決定されたが、現実問題として当時の技術研究所には艦船の基本設計能力がなく、外部委託が必要となった。
日本経済団体連合会（経団連）の艦艇生産部会では、経団連の外郭団体に艦艇協力会を設ける案が熱心に検討されたが、経団連としてはこれに保安庁の政策諮問機関をも兼ねさせようとする意向を持っていたのに対し、保安庁としては単なる技術集団としたいという根本方針をもっていたことから、実現しなかった。一方、保安庁装備局船舶課長の意を受けた造船工業会では着々と運輸省所管の財団法人の設立準備を進めており、上記のように海軍の設計官が多く集っていた国際船舶工務所の設計陣をそのまま同法人に移行させる案が検討されるようになった。上記のように、国際船舶工務所は川南工業の川南社長が株主となっており、当時、川南工業では設計能力の貧弱さが弱点となっていたこともあって、国際船舶工務所を手放すかは不安視されていたが、保安庁および牧野社長の要請を受けた川南社長は無条件で承諾し、1953年10月1日をもって国際船舶工務所は業務を閉じて社員は退職、同日付で船舶設計協会に就職した。なお、同協会の理事長には、丹羽周夫（にわ かねお）日本造船工業会会長が就任した。

## 船舶設計協会の活動と解散
上記のように、28年度計画での警備船（はるかぜ型およびあけぼの・いかづち型）については、船舶設計協会の正式発足以前から検討が進められていたこともあって、比較的短期間に完了することができた。また翌29年度以降も、300トン型駆潜艇（かり型・かもめ型・はやぶさ）やあやなみ型（30DDK）、初代むらさめ型（31DDA）、初代あきづき型（OSP）等、各種艦艇の基本設計を受託したほか、高張力鋼の開発とその工作法の研究、復原性能、推進性能、旋回性能等に関する実験研究、 建造工作法の指導等についても受託し、その要請にこたえた。この間、関係各社の技術者、学識経験者による各種委員会を組織して、上記の諸問題を解決し、初期の保安庁（防衛庁）技術陣の弱体を補い、初期国産艦の建造に多大の貢献をした。
しかしあきづき型の設計を行うころには、防衛庁からの発注量が当初の予想を下回るようになっていた。一方、技術研究所では設計要員の充実を必要としていたこともあり、一部では1956年末で船舶設計協会を閉鎖することも検討されるようになっていた。結局、あきづき型の基本計画が終わる1958年3月末を目処に閉鎖することとなった。それまでの間に、寺田明、伊東勇雄、緒明亮乍をはじめ、主要スタッフのほとんどが、自衛官又は技官として防衛庁に採用され、以後の防衛庁艦船設計陣の中核となった。